# Сківенолья
Сківенолья (італ. Schivenoglia) — муніципалітет в Італії, у регіоні Ломбардія, провінція Мантуя.
Сківенолья розташована на відстані близько 370 км на північ від Рима, 160 км на схід від Мілана, 28 км на південний схід від Мантуї.
Населення — 1183 особи (2014).
Щорічний фестиваль відбувається 4 жовтня. Покровитель — San Francesco d'Assisi.

## Демографія
Населення за роками:

Станом на 1 січня 2023 року в муніципалітеті офіційно проживало 149 іноземців з 24 країн, серед них 19 громадян країн Євросоюзу та 2 громадяни України.

## Сусідні муніципалітети
- П'єве-ді-Коріано
- Куїнджентоле
- Куїстелло
- Сан-Джованні-дель-Доссо
- Вілла-Пома